# Eklekticismus (architektura)

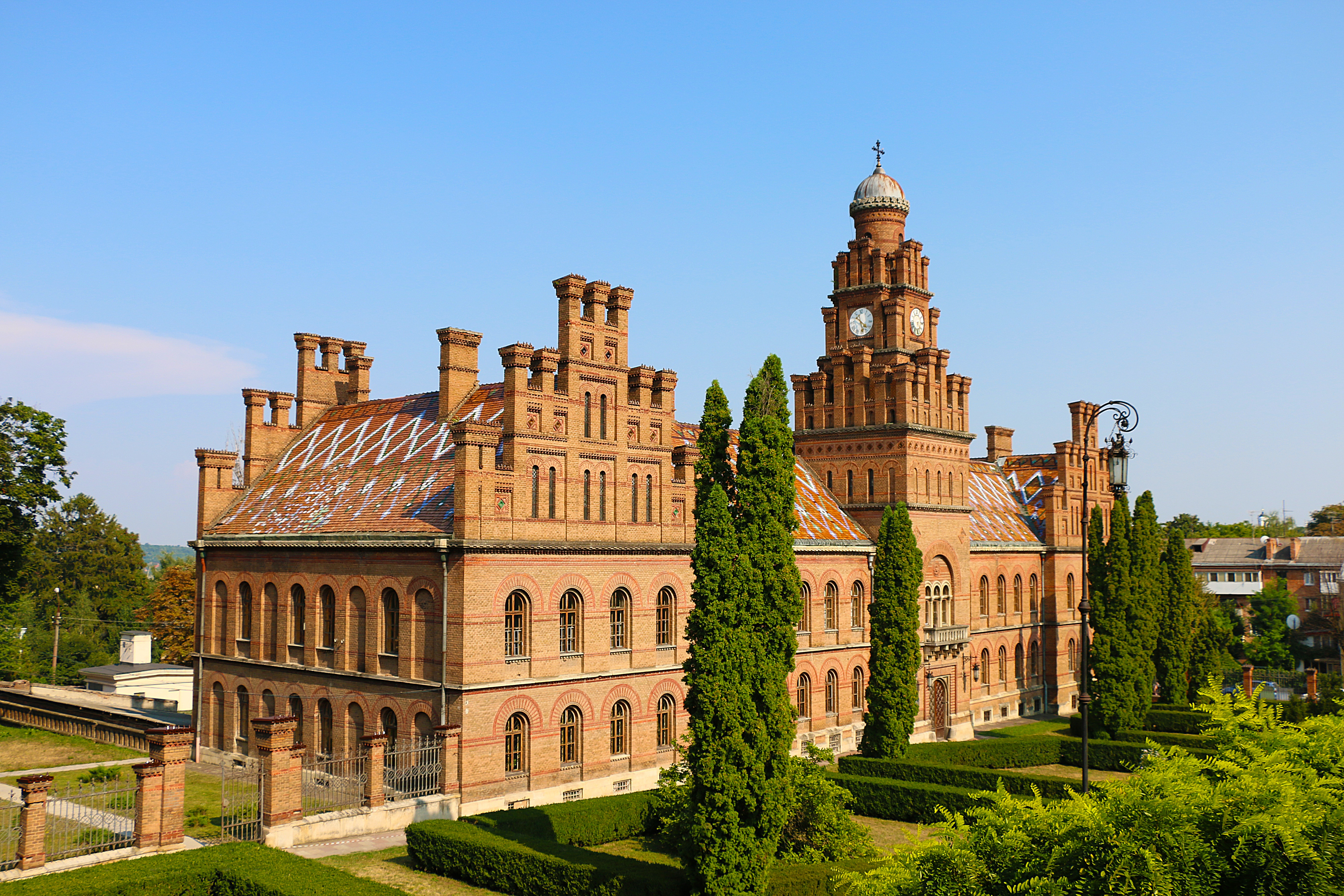
Rezidence bukovinských metropolitů v Černovicích, eklektické dílo českého stavitele Josefa Hlávky z roku 1882

Eklektismus nebo eklekticismus (řec. eklegein – vybírat, volit si) se v architektuře objevil na přelomu 19. a 20. století, projevuje se používáním a napodobováním prvků z více často i protikladných uměleckých slohů a stylů, ba dokonce i prvků z děl jiných umělců a jejich následným spojováním do nových celků a nových kompozic. Jak v architektuře, tak v i interiérovém designu tyto prvky mohou zahrnovat samotné budovy, nábytek, dekorativní motivy, historické ornamenty, tradiční kulturní prvky nebo styly cizích zemí, obvykle s přihlédnutím k charakteru a celkovému estetickému dojmu výsledného projektu.

## Charakteristika

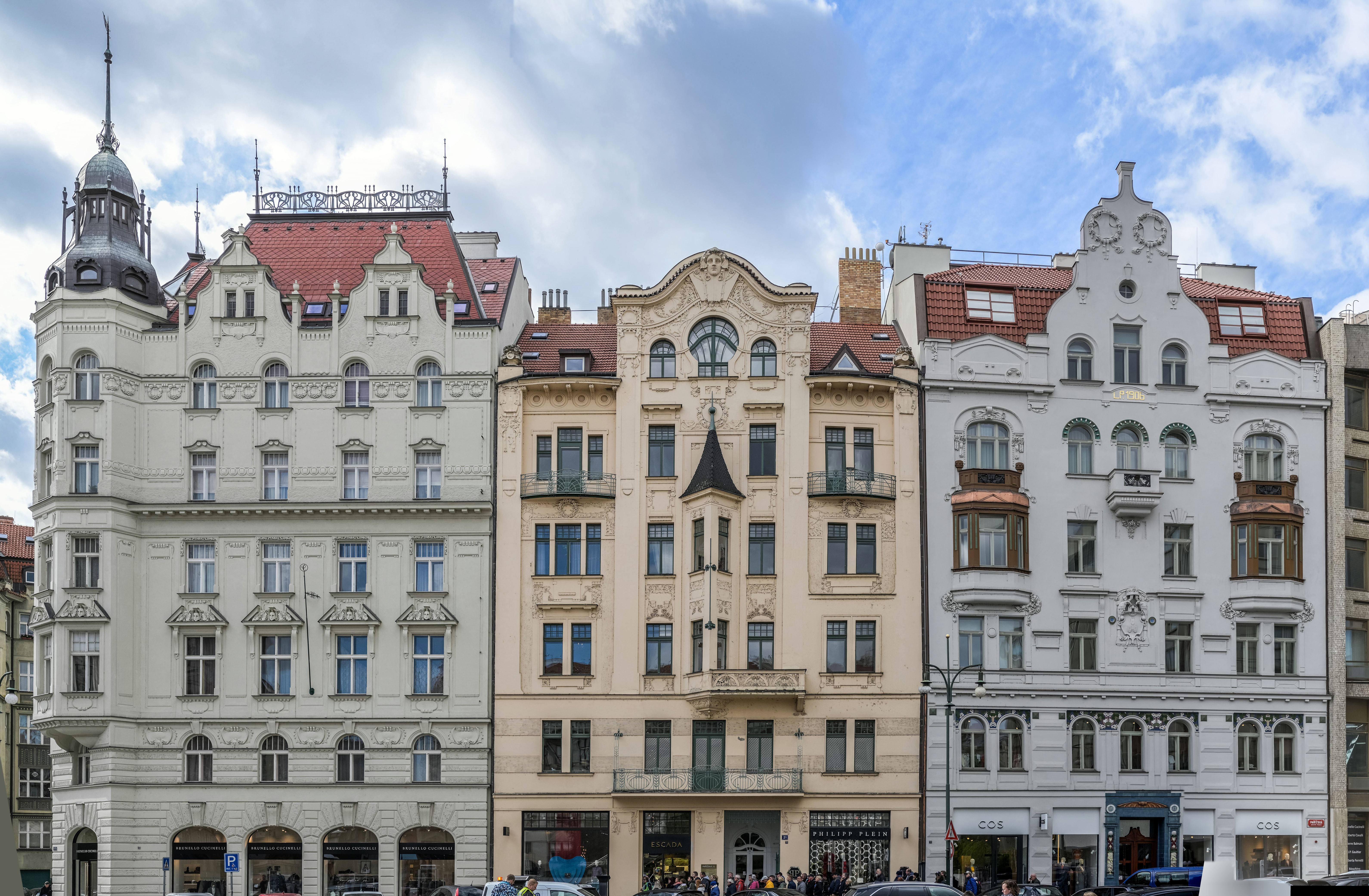
Eklektické domy v Pařížské ulici postavené po asanaci Josefova

Rozlišuje se eklektismus simultánní, syntetický a formální. Eklektismus simultánní je první etapou vývoje od roku 1830, kdy rozdílné stylistické prostředky či stavby existují vedle sebe a jsou ve vzájemné konfrontaci, vzájemně kontrastují svými variacemi. Základy simultánního eklekticismu položili němečtí architekti Karl Friedrich Schinkel, Friedrich von Gärtner a Leo von Klenze.
Druhou fází byl eklektismus syntetický, který usiluje o zmírnění opozičních stylů prostřednictvím jejich spojování v jednom objektu. Nejtypičtějším příkladem byl projekt tzv. syntetické katedrály architekta Augusta Boileaua, kde se autor snažil spojit byzantské, klasické a gotické prvky v kombinaci s kovem. Rozvíjel se zejména v Rakousku a Francii či Německu (např. Kreuzkirche v Berlíně od Johannese Otzena). Cílený syntetický eklekticizmus je možné vnímat jako nedokonalou estetickou kompozici, která nemá jednoznačný charakter a vzájemnou kompoziční provázanost. Vedle těchto tzv. zmetků však existují i zdařilé stavby, zejména tedy postmoderní radikální eklektismus, jehož představitelem byl i Robert Venturi. V těchto případech byl výsledek pozitivní, a to v tom smyslu, že architekti, resp. umělci v postmoderně nezacházeli s těmito prvky jako s historickou hodnotou, ale využívali je jako prostředek svého osobního pohledu na architekturu.
Poslední fází je eklektismus formální zdůrazňující styl krásných umění. Uplatnil se zejména v USA. V Evropě se eklektismus projevil zejména na přelomu 19. a 20. století pro potřebu vytváření reprezentativních přepychových budov využitím historických slohů.

## Eklekticismus na Slovensku
Na Slovensku historizující neoslohy vyústily do eklekticismu na přelomu 70. a 80. let 19. století. Lze ho chápat jako pozdní historismus, který zdůrazňoval bohaté plastické členění a bohatost architektonických článků. Eklekticismus je často interpretován jako neschopnost doby vytvořit si vlastní sloh či styl, ale dnes už je možné ocenit jeho přínos vystihující atmosféru tehdejší doby. I přes rozvoj stavebních technologií (používání železobetonu) se architekti snažili zakrýt tektoniku stavby a investoři chtěli často reprezentační a ne „holé“ stavby.
Přechod od historismu k eklekticismu byl na Slovensku kontinuální. Nejdříve šlo o kombinaci gotických a románských prvků na sakrálních objektech; v tomto stylu byl postaven bratislavský Blumentálský kostel od architekta Friedricha Rumpelmayera. Později se vyskytovaly kombinace baroka a renesance, jehož příkladem je historická budova Slovenského národního divadla v Bratislavě od vídeňských autorů F. Fellnera a H. Helmera, která není jako zdařilá eklekticistická stavba mezi kulturně-společenskými objekty zdaleka jediná. Do této skupiny staveb patří i reduta a divadlo ve Spišské Nové Vsi podle projektu K. Gerstera a Státní divadlo Košice od architektů Adolfa Lánga a A. Steinhardta. Ještě i na začátku 20. století, kdy byla v plném rozkvětu secese, je možné na Slovensku nalézt eklektické stavby v podobě bratislavské reduty Dezidera Jakaba a Marcela Komora, reálného gymnázia na Zochově ulici v Bratislavě či košické železniční stanice od autora J. Huberta. Uplatnění eklekticismu je zřetelné u mnoha typologicky odlišných objektů, jako je např. administrativní blok radnice v Ružomberku, obytné domy v Bratislavě, župní dům v Rimavské Sobotě nebo léčebný dům Branisko v Bardejovských lázních. Konec eklekticismu je spojen s nástupem nevýrazné secesní architektury, pak se již otevřel prostor pro funkcionalistickou architekturu.

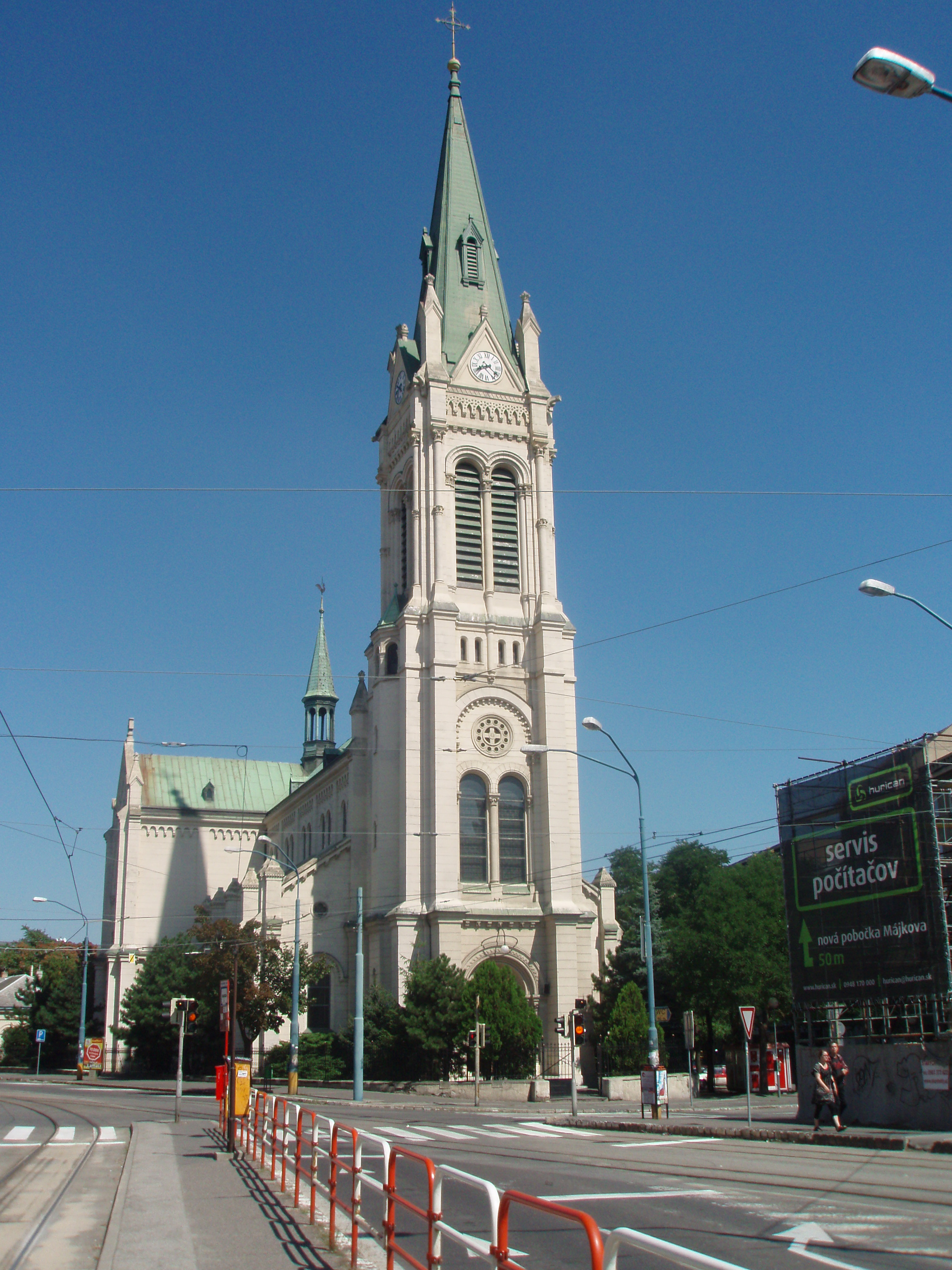
Kostel Nanebevzetí Panny Marie (Blumentálský kostel) v Bratislavě (1888)
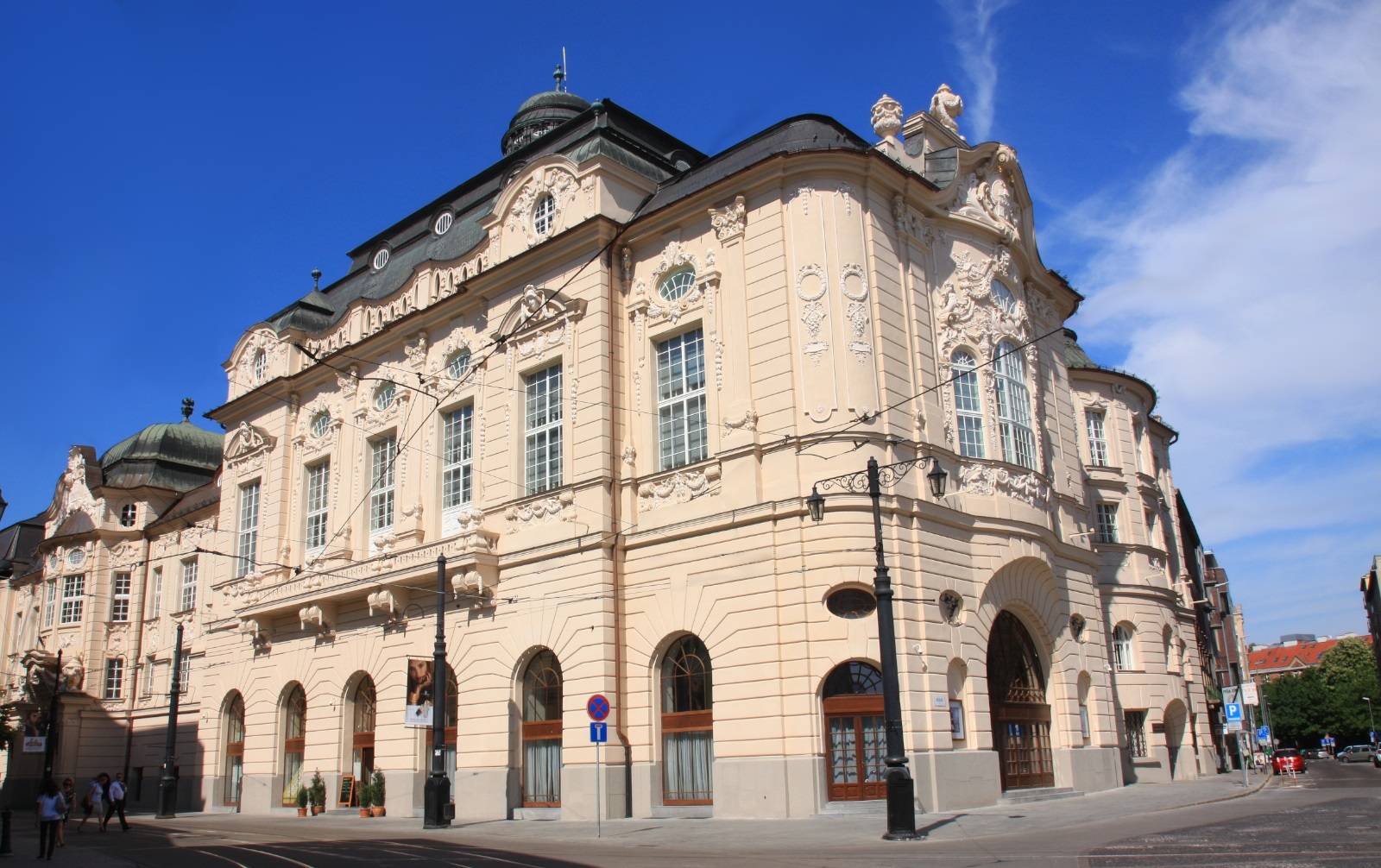
Bratislavská reduta (1919)
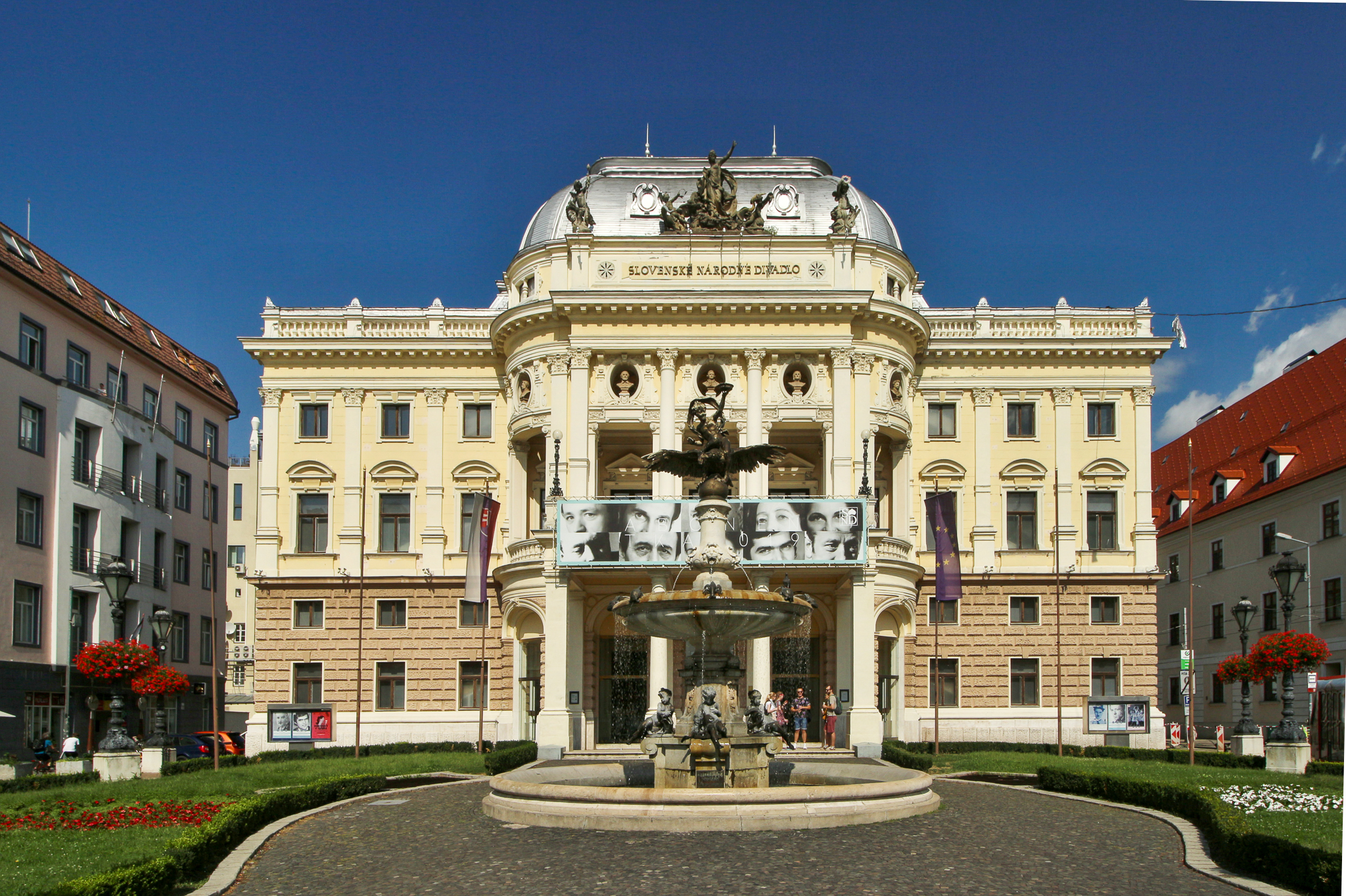
Historická budova Slovenského národního divadla v Bratislavě (1886)
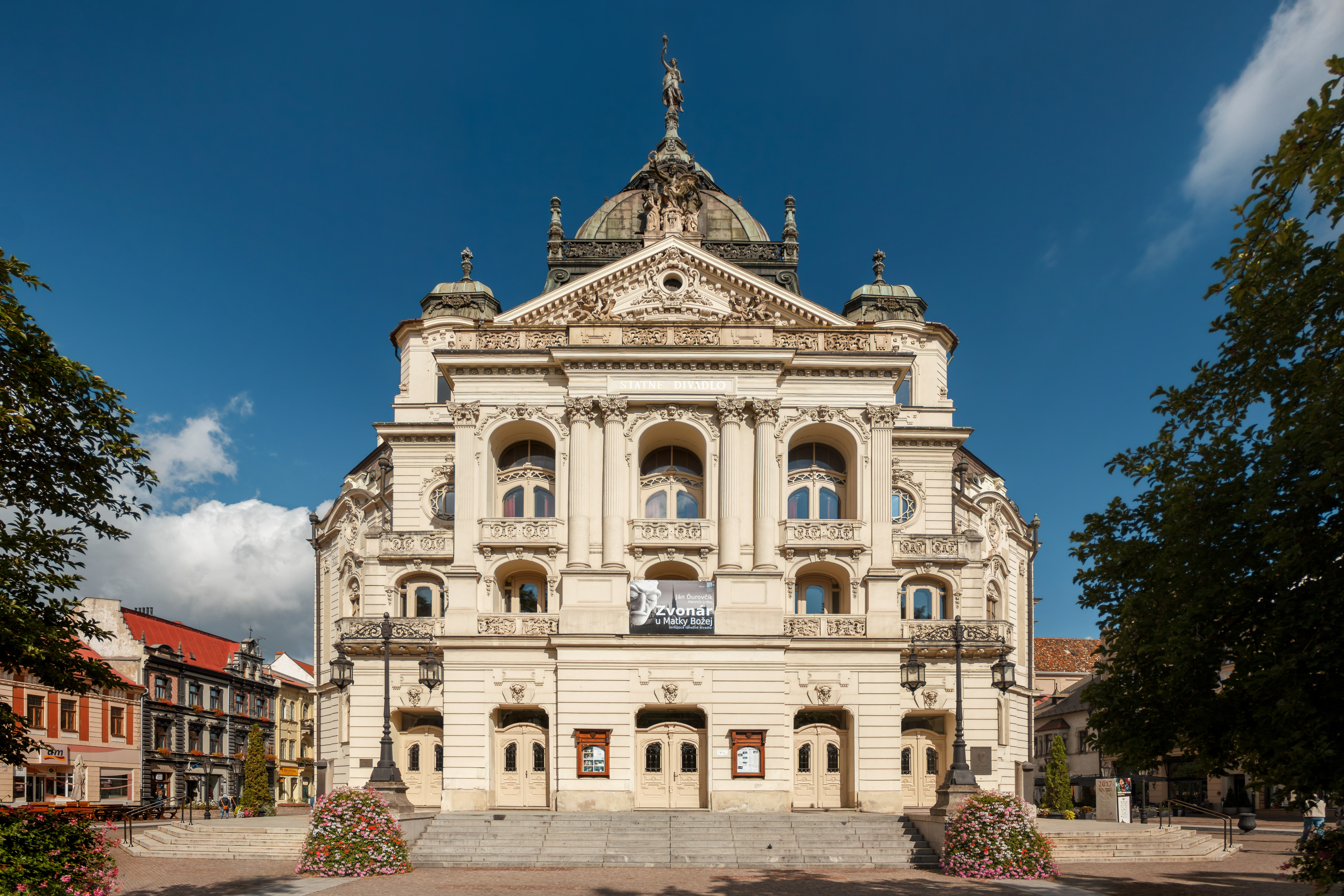
Státní divadlo Košice (1899)
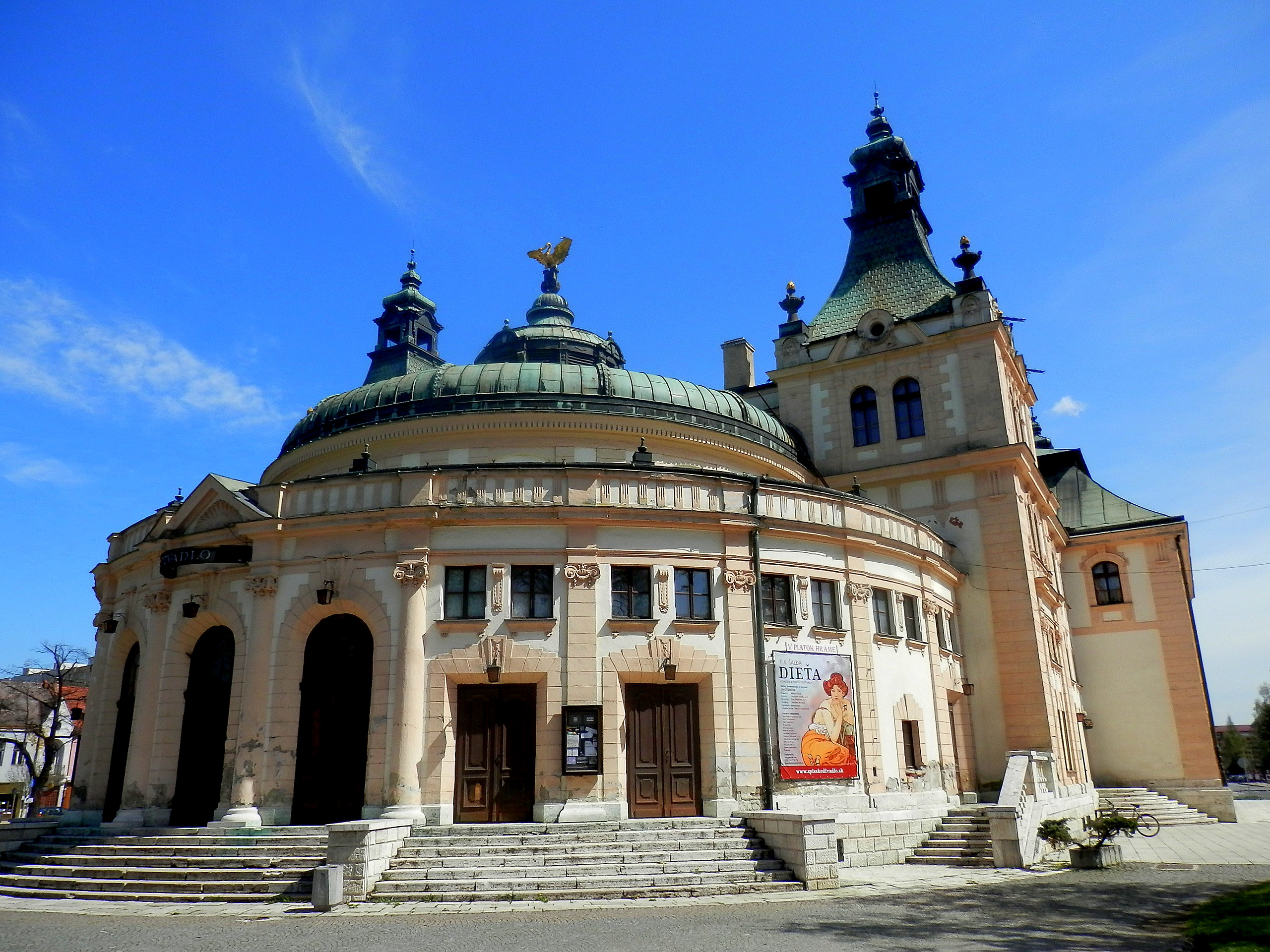
Reduta ve Spišské Nové Vsi (1902)